# Nässjö (comune)
Nässjö è un comune svedese di 29 290 abitanti, situato nella contea di Jönköping. Il suo capoluogo è la cittadina omonima.

## Località
Nel territorio comunale sono comprese le seguenti aree urbane (tätort):
| #  | Località    | Popolazione |
| -- | ----------- | ----------- |
| 1  | Nässjö      | 16.463      |
| 2  | Bodafors    | 1.982       |
| 2  | Forserum    | 1.982       |
| 4  | Malmbäck    | 1.016       |
| 5  | Anneberg    | 874         |
| 6  | Solberga    | 419         |
| 7  | Grimstorp   | 385         |
| 8  | Fredriksdal | 318         |
| 9  | Äng         | 301         |
| 10 | Flisby      | 215         |
| 11 | Stensjön    | 208         |

## Amministrazione

### Gemellaggi
- Brønderslev
- Eidsberg